# 2026
|  | Denne artikel beskriver en fremtidig begivenhed Denne artikel eller sektion handler om planlagt eller forventet fremtidig begivenhed. Der kan forekomme spekulativ information, og indholdet kan ændres dramatisk når begivenheden nærmer sig og mere information bliver tilgængelig. |

| 2026                                  |
| ------------------------------------- |
| Dødsfald - Fødsler                    |
| • Begivenheder • Film • Musik • Sport |

| Gregoriansk kalender | 2026 MMXXVI             |
| Ab urbe condita      | 2779                    |
| Armensk kalender     | 1475 ԹՎ ՌՆՀԵ            |
| Kinesiske kalender   | 4722 – 4723 乙巳 – 丙午 |
| Etiopisk kalender    | 2018 – 2019             |
| Jødisk kalender      | 5786 – 5787             |
| Hindukalendere       |                         |
| - Vikram Samvat      | 2081 – 2082             |
| - Shaka Samvat       | 1948 – 1949             |
| - Kali Yuga          | 5127 – 5128             |
| Iransk kalender      | 1404 – 1405             |
| Islamisk kalender    | 1448 – 1449             |

2026 (MMXXVI) begynder på en torsdag. Påsken falder dette år den 5. april.
Se også 2026 (tal)

## Forudsigelser og planlagte hændelser
- Ved befolkningsprognoser fremskrevet fra 2008 viser at Indien vil overgå Kina som det mest befolkningsrige land.
- Kirken Sagrada Família i Barcelona vil stå færdigbygget. Byggeriet blev igangsat 1882.
- Britta Nielsen vil have afsonet sin dom på 6 år og 6 måneder.
- DSB Centralværksted ved Mogenstrup forventes færdigbygget.

## Sport
- VM i fodbold 2026. Den 23. udgave af VM i fodbold afholdes i USA, Canada og Mexico.
- Det 16. Vinter-OL vil blive afholdt dette år.

## Bøger
- There Will Come Soft Rains (1950) af Ray Bradbury (1920) – foregår den 4. august.
- Mars trilogy (1993) af Kim Stanley Robinson (1952) – begynder i dette år.

## Billeder
- Sagrada Família